# Hvat
Hvat, sežanj ili klafter  (engl. fathom) je stara jedinica za mjerenje duljine u Imperijalnom sustavu mjera, a koristi se još jedino u pomorstvu, najčešće za mjerenje dubine.
Carica Marija Terezija je 1756. donijela propise koji su ujednačili veličinu hvata u cijeloj srednjoj Europi, te uvela hvat kao jedinstvenu mjeru za dužinu. Paralelno s tim propisom, počele su izmjere pojedinih područja, pretežno na području Hrvatske, te se stoga danas hvat Marije Terezije često naziva i hrvatski hvat.
Hvat se u početku računao na temelju prosječne udaljenosti između vrhova prstiju raširenih ruku, a ponegdje je definiran i kao tisućiti dio nautičke milje (1,852 metra). 
1 hrvatski hvat ima 1,896484 metara (1 m = 0,527 292 hvata), internacionalni hvat ima 1,8288 metara, a u pomorstvu hvat ima 1,852 metra. Hvat se dijelio na 6 stopa, a svaka stopa na 12 palaca. Palac se dijelio na 12 crta. Znakovi za ove jedinice su: ° hvat, ' stopa, " palac, "' crta.
1 četvorni hvat (čhv) je 3,5966 kvadratnih metara (m2).